# Grande Serbia

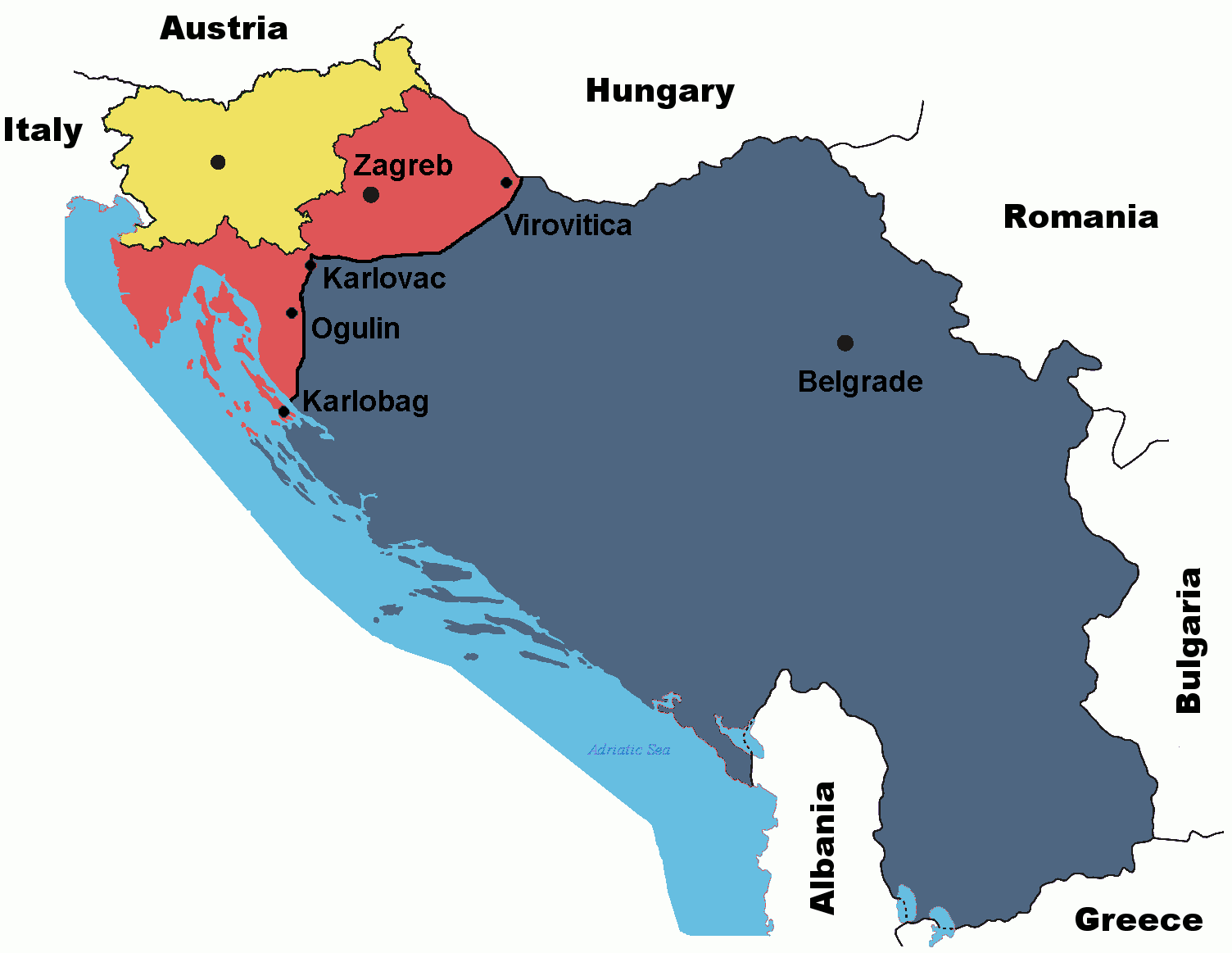
Mappa della Grande Serbia delimitata dalla linea Virovitica-Karlovac-Karlobag; questi i confini della Grande Serbia come ipotizzati da Vojislav Šešelj.

Per Grande Serbia (in serbo: Велика Србија, Velika Srbija) si intende una definizione ideologica, nazionalista e irredentista, dello Stato serbo, che concepisce quest'ultimo come un'entità politica nella quale dovrebbero rientrare tutti i territori in cui l'etnia maggioritaria è quella serba.
Lo scopo di questa visione ideologica sarebbe quello di riunire, in un unico Stato, tutti i serbi o, comunque, tutte le regioni storicamente popolate da serbi in Croazia, Bosnia ed Erzegovina, Montenegro e Macedonia.
L'idea di una Grande Serbia prese forma nell'Ottocento. Secondo alcune visioni più estreme, che si rifanno ai confini dell'Impero serbo del XIV secolo, la Grande Serbia dovrebbe incorporare anche alcuni territori attualmente sotto la sovranità di Albania, Bulgaria, Ungheria e Romania.

## Origine
Il termine “Grande Serbia” appare per la prima volta in forma pubblica all'interno di un saggio dell'autore socialista serbo Svetozar Marković nel 1872, intitolato appunto “Velijka Srbija”, Grande Serbia. L'espressione era in questo caso utilizzata per condannare la possibilità di un'espansione della Serbia ai danni dei Paesi vicini.
In seguito, il linguista serbo Vuk Karadžić sostenne la tesi secondo cui erano da considerarsi serbi tutti gli slavi che parlavano il dialetto stocavo (che è la base della lingua serbo-croata). Questa definizione dell'identità nazionale serba, fondata su tali basi linguistiche, si rendeva applicabile anche alle popolazioni della Dalmazia e della Bosnia, che, a differenza dei serbi (in prevalenza cristiani ortodossi), erano invece di religione cattolica e musulmana.
All'inizio del 1914, il concetto di “Grande Serbia” iniziò ad essere sostituito da quello di “jugoslavismo”, ovvero unione degli slavi del sud (“Jugo-slav”), utilizzato dal primo ministro serbo Nikola Pašić nel 1914 all'interno della Dichiarazione di Niš.

## La nascita della Jugoslavia
Con la fine della prima guerra mondiale e la creazione del Regno di Jugoslavia, l'unione degli slavi del sud venne effettivamente realizzata: in un unico Stato convivevano serbi, croati, sloveni, montenegrini, macedoni, bosgnacchi e albanesi.